# Ernst Freys
Ernst Freys (* 30. August 1863 in Fulda; † 16. November 1956) war ein deutscher Bibliothekar.

## Leben
Ernst Freys Eltern waren Viktor Ernst Freys und Margarethe Freys, geborene Alfermann. Ernst Freys studierte Rechtswissenschaften in Würzburg und legte 1886 sein Staatsexamen ab. Seit 1883 war er Mitglied der katholischen Studentenverbindung KDStV Markomannia Würzburg und schloss sich später noch der KDStV Aenania München an. 1898 wurde er in Würzburg promoviert. Er arbeitete schon seit 1883 an der Universitätsbibliothek Würzburg, ab 1898 dann an der Bayerischen Staatsbibliothek in München. Dort wurde er 1903 Kustos, 1909 Bibliothekar und Oberbibliothekar und 1919 Abteilungs-Direktor. 1923 wurde er Bibliotheksdirektor.
Freys’ besonderes Interesse galt den Frühdrucken, den sogenannten Inkunabeln oder Wiegendrucken. Lange Zeit arbeitete er am Gesamtkatalog der Wiegendrucke (GW) mit. In der Bayerischen Staatsbibliothek war er Direktor der Katalogabteilung. Trotz großer Schwierigkeiten war bis zu seiner Pensionierung ein genauer alphabetischer Katalog erarbeitet worden.

## Schriften
- Die Unteilbarkeit der Servituten. Verlags-Anstalt, Regensburg 1888 (Würzburg, Univ., Diss., 1888).
- zusammen mit Hermann Barge: Verzeichnis der gedruckten Schriften des Andreas Bodenstein von Karlstadt. In: Zentralblatt für Bibliothekswesen, Jg. 21 (1904), H. 4.5.7, S. 153–179.
- Hg.: Seltenheiten aus süddeutschen Bibliotheken, Bd. 2: Gedruckte Schützenbriefe des 15. Jahrhunderts: in getreuer Nachbildung. Kuhn, München 1912 (Digitalisat).